# La dignidad de Cataluña
«La dignidad de Cataluña» (en catalán: «La dignitat de Catalunya») es el título de un editorial escrito conjuntamente por consenso y publicado el 26 de noviembre de 2009, bien en catalán o en español, en los doce diarios con sede en Cataluña, acerca de la futura sentencia del Tribunal Constitucional sobre el Estatuto de Autonomía de Cataluña de 2006.
Los diarios que subscribieron y publicaron el editorial fueron: La Vanguardia, El Periódico de Catalunya, Avui, El Punt, Diari de Girona, Diari de Tarragona, Segre, La Mañana, Regió7, El 9 Nou, Diari de Sabadell y Diari de Terrassa.
Esta publicación colectiva fue comentada por la mayoría de informativos catalanes y españoles de radio y televisión, así como buena parte de la prensa escrita, incluso fuera de España; tuvo un tratamiento de noticia principal en muchos medios, mientras que en otros compartió esta preeminencia con otras cuestiones relevantes, como el resultado de la votación por la nueva ley del aborto en España. 

## Propósito del editorial
Rafael Nadal, director de El Periódico de Cataluña cuando se publicó el editorial, explicó en 2013 cuál había sido su finalidad:

Se trataba de alertar de que, después de todo el esfuerzo que habían hecho todos los partidos catalanes para rebajar algunas de las exigencias que figuraban en el Estatut, si no había una respuesta positiva [en relación a la sentencia del Tribunal Constitucional que todavía no se había pronunciado sobre el Estatuto], la frustración que aquello generaría en Cataluña desembocaría en una reivindicación radical. Ya han pasado sólo cuatro años y la profecía se ha cumplido.

Según el profesor Cristian Rodríguez Mesa, de la Universidad de Cádiz, el editorial conjunto evidenció que el nacionalismo catalán contemplaba ya en aquel momento el autonomismo como una vía muerta. Fue en esa época del «segundo tripartito» presidido por José Montilla, cuando tanto Esquerra Republicana de Catalunya como CiU defendieron una postura cada vez más clara a favor de la superación del marco autonómico. Artur Mas, líder de CiU, comenzó a incluir en sus discursos los términos «derecho a decidir» y «Estado propio» y empezó a hablar del «déficit fiscal» (Cataluña contribuía al Estado con mucho más de lo que recibía de este) y de los «agravios» de todo tipo que padecía Cataluña. Para fundamentar su argumentación el profesor Rodríguez Mesa destaca estos dos párrafos del editorial:

Están en juego los pactos profundos que han hecho posible los treinta años más virtuosos de la historia de España. Y llegados a este punto es imprescindible recordar uno de los principios vertebrales de nuestro sistema jurídico, de raíz romana: Pacta sunt servanda. Lo pactado obliga.
Hay preocupación en Catalunya y es preciso que toda España lo sepa. Hay algo más que preocupación. Hay un creciente hartazgo por tener que soportar la mirada airada de quienes siguen percibiendo la identidad catalana (instituciones, estructura económica, idioma y tradición cultural) como el defecto de fabricación que impide a España alcanzar una soñada e imposible uniformidad. Los catalanes pagan sus impuestos (sin privilegio foral); contribuyen con su esfuerzo a la transferencia de rentas a la España más pobre; afrontan la internacionalización económica sin los cuantiosos beneficios de la capitalidad del Estado; hablan una lengua con mayor fuelle demográfico que el de varios idiomas oficiales en la Unión Europea, una lengua que en vez de ser amada, resulta sometida tantas veces a obsesivo escrutinio por parte del españolismo oficial, y acatan las leyes, por supuesto, sin renunciar a su pacífica y probada capacidad de aguante cívico. Estos días, los catalanes piensan, ante todo, en su dignidad; conviene que se sepa.

Por su parte el profesor Arnau González, de la Universidad Autónoma de Barcelona, señala que el editorial «mostraría de manera clara el agotamiento del grueso de la sociedad catalana hacia la eterna discusión sobre el encaje catalán dentro de España», y destaca a continuación que fue publicado antes de que se hubiera producido el «giro independentista» cuando «la cuestión catalana todavía se debatía en términos de mejora de la autonomía». «En ese contexto, el editorial avisaba sobre lo que creía que se estaba dilucidando»:

No nos confundamos, el dilema real es avance o retroceso [de la autonomía]; aceptación de la madurez democrática de una España plural, o el bloqueo. (...) está en juego la propia dinámica constitucional: el espíritu de 1977, que hizo posible la pacífica transición. Hay motivos serios para la preocupación, ya que podría estar madurando una maniobra para transformar la sentencia sobre el Estatut en un verdadero cerrojazo institucional [del marco autonómico español].

## Reacciones al editorial
El editorial produjo reacciones diversas: algunos políticos y medios de comunicación expresaron que respetaban la iniciativa amparándose en la libertad de expresión, explicitando su apoyo o no, mientras que otros consideraron que no era apropiado puesto que suponía querer ejercer presión sobre la decisión del Tribunal Constitucional.

### A favor
La mayoría de los partidos parlamentarios catalanes se mostraron a favor. El presidente de Cataluña, José Montilla, se declaró «agradecido». El líder de la oposición, Artur Mas, aplaudió el editorial y dijo que esperaba que también hubiera unidad entre los partidos catalanes. Esquerra Republicana de Catalunya dijo que elogiaba la unidad de la prensa catalana y que consideraba grotesco que se entendiera como medida de presión. En las filas de Iniciativa per Catalunya Verds, Joan Saura dijo que lo veía muy positivo porque reflejaba lo que piensa la sociedad y Joan Herrera calificó la publicación de excelente y la definió como una demostración de cómo debe funcionar un país, con unidad y firmeza.
Varios medios catalanes se adhirieron al editorial, como Catalunya Ràdio, RAC 1, Ràdio 4, COM Ràdio, 8tv, el diario portuario El vigía y el semanario La Veu de l'Ebre, así como varios sindicatos, colegios profesionales, tenderos y clubes, como por ejemplo el Fútbol Club Barcelona, el Real Club Deportivo Español y el Club Joventut de Badalona.
Miles de lectores de los medios opinaron a favor y algunas redes de contactos en línea abrieron grupos de apoyo que recibieron miles de adhesiones, por ejemplo en Facebook, donde en un día se lograron más de 7000.

### En contra
La Asociación Profesional de la Magistratura calificó el editorial de «presión intolerable» que intentaba «influir groseramente» y que «no era pertinente, aceptable, democrática ni adecuada a las exigencias del Estado de derecho», mientras que el portavoz de Jueces para la Democracia, Miguel Ángel Gimeno, negó que ejerciera presión sobre el Tribunal Constitucional, el cual tampoco debería sentirse ofendido por el editorial. 
Medios de ámbito nacional, como El Mundo, La Razón y ABC, se mostraron abiertamente en contra, mientras que El País, considerándose a sí mismo como «más moderado» que los anteriores en su posición, también criticó «la presión que representa el editorial unitario».

### Otras reacciones
El 29 de noviembre, en el acto de inicio de campaña para fomentar la participación en las consultas sobre la independencia de Cataluña del 13 de diciembre de 2009, el periodista Miquel Calçada se refirió a este editorial como «un ruego desesperado porque saben que el nuevo Estatuto es una última estación» y que «la dignidad de Cataluña sólo tiene un nombre y lo temen: la independencia».

### Repercusión internacional
Los diarios francófonos hablaron de una Cataluña en pie de guerra por el autogobierno. En Francia, Libération y Le Figaro se hicieron eco del editorial conjunto de la prensa catalana. En Suiza, Le Temps anunció que el Estatuto «ha nacido muerto».

## Editoriales conjuntos anteriores
En 1977 se publicaron los anteriores editoriales conjuntos hechos en la historia de España. El último se tituló «Por la unidad de todos», como reacción a los asesinatos de Atocha. El que traía por título «No frustrar la esperanza» se publicó por el miedo a una reacción golpista a la legalización del Partido Comunista de España. Y un tercero se publicó como apoyo a la revista El Papus, tras sufrir un atentado en Barcelona.